# Auxilio de Thionville
El 7 de junio de 1639, una columna de socorro española e imperial bajo el mando de Ottavio Piccolomini levantó las líneas de asedio alrededor de Thionville y derrotó al ejército asediante francés al mando del Marqués de Feuquieres.

## Resultado
Feuquières, herido en la lucha, fue capturado por las fuerzas imperiales y murió en cautividad en 1640. En reconocimiento por su victoria, Piccolomini fue hecho Duque de Amalfi por la Corona Española el 28 de junio.
En 1643 el Duque de Enghien aprovechó su victoria en Rocroi para atacar Thionville, que cayó el 8 de agosto, tras una encarnizada defensa por parte de la guarnición española. 